# 김은철 (1968년)
김은철(한국 한자: 金恩徹, 1969년 5월 29일 ~ )은 대한민국의 전 축구 선수이며, 포지션은 수비수였다.